# Tasmanicosa harmsi
Tasmanicosa harmsi Framenau & Baehr, 2016 è un ragno appartenente alla famiglia Lycosidae.

## Etimologia
Il nome proprio è in onore di Danilo Harms capo del dipartimento di aracnologia del Centrum für Naturkunde dell'Università di Amburgo, per i suoi contributi all'aracnologia australiana.

## Caratteristiche
L'olotipo maschile ha una lunghezza totale di 17,8mm: il cefalotorace è lungo 9,9mm, e largo 7,1mm.
Il paratipo femminile ha una lunghezza totale di 22,37mm: il cefalotorace è lungo 10,85mm, e largo 7,60mm.

## Distribuzione
La specie è stata reperita nell'Australia meridionale e nella parte occidentale e centrale del Nuovo Galles del Sud. Di seguito alcuni rinvenimenti:
1. l'olotipo maschile nell'Australia meridionale, ad ovest del Gilles Lake, rinvenuto nel dicembre 1980.
2. alcune femmine nell'Australia meridionale a nord della cittadina di Bower in pieno sole, nel febbraio 2002.

## Tassonomia
La specie con cui ha più affinità è la T. phyllis.
Al 2021 non sono note sottospecie e dal 2016 non sono stati esaminati nuovi esemplari.